# Pierre Quarré d'Aligny
Pour les articles homonymes, voir Quarré et Aligny.
Pierre Quarré d'Aligny ou Pierre de Quarré d'Aligny', né en 1641 à Alligny-en-Morvan et mort en 1730 à Jully, est un militaire français, qui a laissé des Mémoires, édités à titre posthume.

## Biographie
Pierre de Quarré d'Aligny est issu d'une famille noble de Bourgogne, fils aîné de Gaspard Quarré d'Aligny, avocat au Parlement de Dijon. Il perd son père à l'âge de 15 ans et est élevé par son oncle, Étienne Quarré, et choisit comme ce dernier la carrière des armes.
Il entre dans la première compagnie de Mousquetaires du roi, commandée par Charles de Batz de Castelmore, dit d'Artagnan ; en 1667-1668, il participe à la guerre de Dévolution, puis à la guerre de Hollande à partir de 1672 ; il est blessé lors du siège de Maastricht en juin 1673 à l'attaque de la porte de Tongres où d'Artagnan est tué. Quarré d'Aligny est nommé maréchal des logis avec une pension de 500 écus. En 1677, il participe à la prise de Valenciennes où il se fait remarquer en menant l'assaut à la tête de sa compagnie.
La jalousie du comte de Forbin le fit disgracier et le roi se souvenant de ses services le gratifia de la charge de colonel des milices de Bourgogne et lui envoya un courrier à sa terre d'Aligny. Lorsqu'il parut devant sa Majesté, le Roi lui dit qu'il l'avait préféré à tous ses colonels réformés de cette province et le nomma: le brave d'Alligny. Il fit servir ce nouveau régiment (le régiment d'Aligny) en Italie et en Piémont, se trouva aux batailles de Stasarde et de la Marsaille. Le maréchal de Catinat faisait tant d'estime de son régiment et de lui, que n'étant que brigadier d'Infanterie, il lui donna le commandement des Vallées.
Il est fait comte d'Alligny, par différents brevets de Louis XIV. Le comte d'Aligny fut en relation avec les princes de la Maison de Condé et tous les grands généraux du siècle de Louis XIV. Le monarque le distingua dans plusieurs occasions, le fit Grand Bailli d’épée du Charolais et gouverneur d'Autun ; il fut reçu Chevalier de Saint-Louis, à la seconde promotion et le premier qui en ait été fait, au nom du roi en Bourgogne. À la réception aux États, on reconnut que ses auteurs y avaient eu entrée et vois délibérative, et que ceux de sa famille avaient eu la qualité de Chevalier. Il fut marié deux fois. Il s'installa à Jully, dans la commune de Magnien (Côte d'Or).
Le comte d'Aligny a laissé des Mémoires.

## Mariages et descendance
Il fut marié deux fois : la 1°- à Guillemette Bernard-de-Montessus-Reully et la 2°- à Colombe d'Anstrude, fille de Claude, Gentilhomme de la Garde Écossaise du Roi et de Françoise de Chargère-la-Boutière. 
- Du premier lit il eut pour fils unique: -1.Philippe, qui se distingua très vaillamment étant assiégé deux fois dans la ville de Landaw et perdit la cuisse à la Bataille de Malplaquet en 1709. Il obtint un Brevet de pension du Roi de 1 000 livres et avait épousé: Claudine de Mauroy, fille du Lieutenant-Colonel de Cavalerie de ce nom et d’une Demoiselle de la Rivière. Il en eut deux fils et quatre filles, l'un Capitaine dans le Régiment d'Artois, décédé à Paris; l'autre qui était dans le Régiment de Boulonnois et qui a épousé: Mademoiselle Jolly de Bévy, une des filles est sortie de la Maison de Saint-Cyr, les trois autres sont religieuses aux Ursulines d'Arnay-le-Duc.
- Du second lit il eut: -2. André, d'abord Page du Roi en sa Grande Écurie, qui servit ensuite dans les Mousquetaires, se trouva à la Bataille de Malplaquet, où il fut blessé et décéda en 1721; -3. Claude, qui servit au Régiment de la Chenelaye, fut Gouverneur d'Autun, il est décédé en 1730; - 4. Étienne, Capitaine au Régiment de la Chenelaye, Grand-Bailli du Charolais et Chevalier de Saint-Louis. Il a épousé Mademoiselle Damoiseau, fille du Directeur de Dunkerque, Brigadier des Armées du Roi, dont il n'eut qu'un fils et deux filles; - 5. François, Seigneur de Montregard, qui a été un des premiers Lieutenant au Régiment de la Chenelaye, ensuite Capitaine dans celui de Villefort, Pensionnaire du Roi, marié à :Louise Bussot de Millery, dont une fille unique, nommée: Louise-Gabrielle Quarré d'Aligny, femme de Louis Damoiseau, Capitaine d'Artillerie et Chevalier de Saint-Louis.

## Éditions desMémoires
- Mémoires des campagnes de M. le comte Quarré d'Aligny sous le règne de Louis XIV jusqu'à la paix de Ryswick, édition par Paul Foisset, Beaune, Arthur Batault, 1886.
- Moi, Pierre Quarré, comte d'Aligny, mousquetaire du roi : mémoires ; préface d'Odile Bordaz, postface d'Étienne de Planchard. - Paris, Librairie Vuibert, 2015, 290 p.  (ISBN 978-2-311-10076-1) Lire en ligne[4].